# Гуревич, Любовь Яковлевна
Любо́вь Я́ковлевна Гуре́вич (20 октября [1 ноября] 1866, Санкт-Петербург — 17 октября 1940, Москва) — русская писательница, театральный и литературный критик, переводчик, публицист и общественный деятель.
Дочь Якова Григорьевича Гуревича, директора основанного им известного петербургского частного учебного заведения «Гимназия и реальное училище Гуревича». Сестра писателя Якова Яковлевича Гуревича и профессора медицины Григория Яковлевича Гуревича-Ильина, педагога и литератора Анны Яковлевны Гуревич, племянница переводчицы Екатерины Ивановны Ильиной (в замужестве Жуковская, псевдоним Д. Торохов, 1841—1913) и публициста Юлия Галактионовича Жуковского (1822—1907). Тётя литературоведа И. Л. Андроникова. Двоюродная сестра и корреспондент философа И. А. Ильина и писательницы Натальи Юльевны Жуковской-Лисенко (1874—1940).

## Биография
Окончила гимназию княгини А. А. Оболенской (1884) и историко-филологическое отделение Высших женских (Бестужевских) курсов (1888).
Дебютировала в печати в 1887 году. В том же году познакомилась с Н. М. Минским, Д. С. Мережковским, А. Волынским.
В 1891 году стала редактором и издателем журнала «Северный вестник». Привлекла к участию в журнале Н. С. Лескова, Л. Н. Толстого, А. П. Чехова, Максима Горького, В. В. Стасова, Мережковского, Минского, Гиппиус, позднее — Фёдора Сологуба, К. Д. Бальмонта. Журнал из-за финансовых и цензурных осложнений был закрыт в 1898 году.

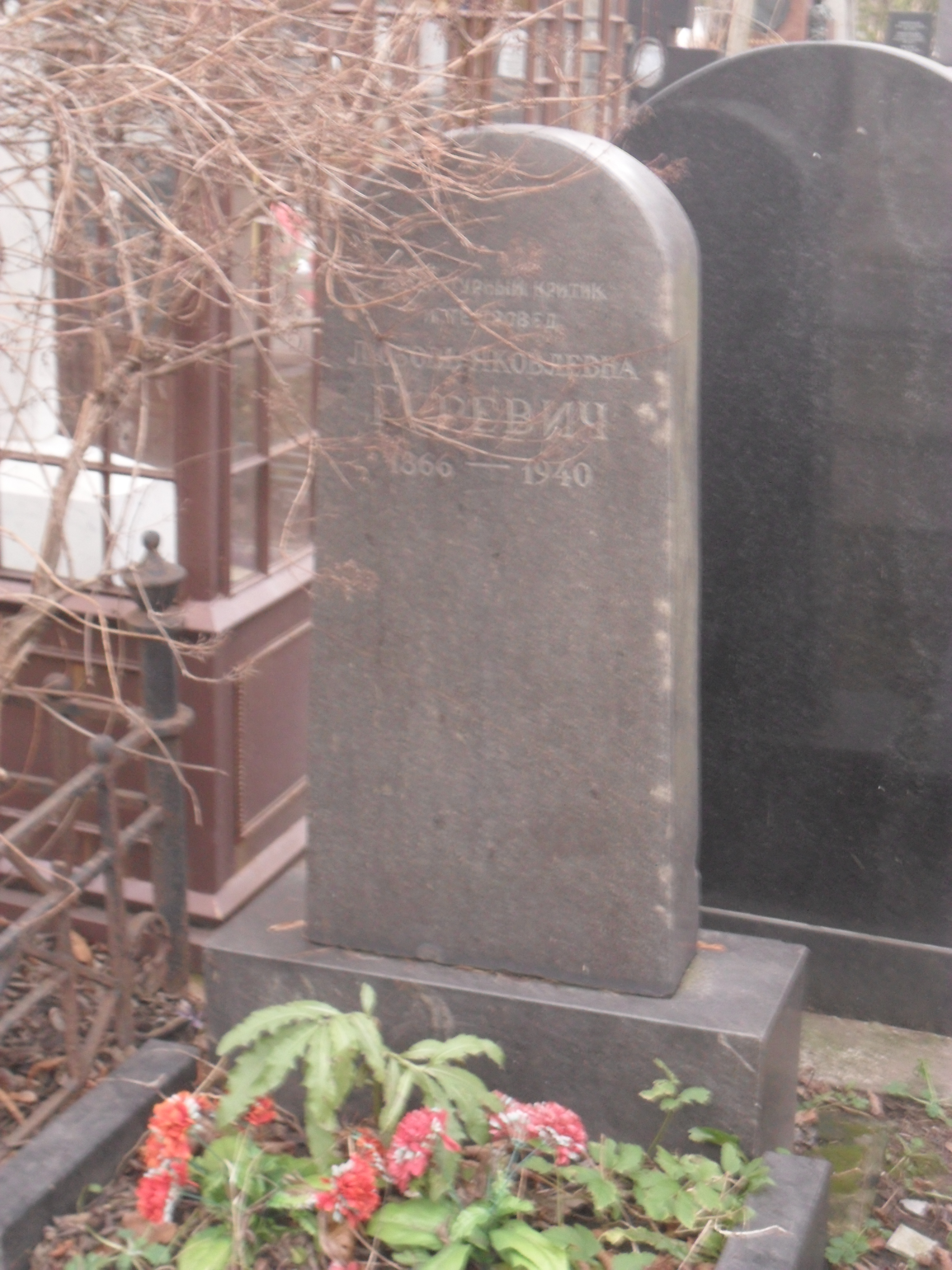
Могила Л. Я. Гуревич на Новодевичьем кладбище Москвы.

После 1905 года стала активной феминисткой. Участвовала в борьбе за женское равноправие, была одной из активисток «Всероссийского союза равноправия женщин». Принимала участие в деятельности либерального «Союза освобождения» и в деятельности «Собрания русских фабрично-заводских рабочих г. Санкт-Петербурга». Делегат Первого Всероссийского женского съезда (1908 г.).
9 января 1905 года стала свидетелем событий «Кровавого воскресенья» в Петербурге. На основании своих впечатлений и опросов других свидетелей составила бюллетень с описанием трагических событий, который нелегально распространялся в России вместе с текстом Рабочей петиции и воззваниями Георгия Гапона. Впоследствии на основании более трёхсот письменных свидетельств написала очерк «Народное движение в Петербурге 9-го января 1905 года», который стал классическим описанием событий этого исторического дня.
Сотрудничала во многих периодических изданиях. После 1917 года сотрудничала в театральных учреждениях Петрограда, затем Москвы, куда переехала в 1920 году.
Умерла в Москве 17 октября 1940 года. Похоронена на Новодевичьем кладбище.

## Творчество
Дебютировала в печати статьями о М. К. Башкирцевой в «Новостях и биржевой газете» (1887) и в «Русском богатстве» (1888). В «Северном вестнике» печатала свои рассказы («Шурочка», 1893, № 2; «Поручение», 1893, № 10; «Странная история», 1894, № 11; «Тоска», 1897, № 10) и роман («Плоскогорье», 1896—1897), а также библиографические обозрения и обзоры провинциальной печати (под псевдонимом Л. Горев).
Печаталась в ежемесячном журнале «Союз женщин» («Вопрос о равноправии женщины в крестьянской среде», 1897, № 1; «Отношение к вопросу о женском избирательном праве русского общества, земств и городок», 1897, № 2).
Долги, оставшиеся после закрытия журнала «Северный вестник», вынудили заниматься переводами. Печаталась в «Жизни» (статьи, рассказы), «Русской мысли» (с 1913 года — заведующая литературным отделом), «Мире Божьем», «Освобождении», «Нашей жизни», «Слове», «Речи» (в 1911—1916 годах — постоянный рецензент спектаклей и заведующая театральным отделом; псевдонимы: Эльгур, Эль-Гур), «Русских ведомостях», «Русской молве».
С середины 1900-х годов занималась преимущественно театральной критикой. Дружила с К. С. Станиславским, о котором написала книгу «К. С. Станиславский» (1929).

## Сочинения
- Плоскогорье (роман). — СПб.: тип. М. Меркушева, 1897. — 171 с.
- «Седок» и другие рассказы. — СПб.: Изд. М. В. Пирожкова, 1904.
- Возрождение театра (по поводу спектаклей Московского художественного театра) // Образование. — СПб., 1904. — № 4. — Отд. III. — С. 75—96.
- Почему нужно дать женщинам все права и свободу. — СПб.: Верный путь, 1906.; Почему нужно дать женщинам такие же права, как мужчинам. — Пг., 1917.
- Народное движение в Петербурге 9-го января 1905 г. // Былое. — СПб., 1906. — № 1. — С. 195—223.
- Народное движение в Петербурге 9-го января 1905 г. — Берлин: Изд. Гуго Штейнца, [1906]. — 88 с. — (Собрание лучших русских произведений; ч. 126).
- 9-е января: По данным анкетной комиссии. — СПб.: Изд. О. Н. Поповой, 1906.
- Автобиография // Первые литературные шаги. Автобиографии современных писателей : Сборник под ред. Ф. Ф. Фидлера. — М., 1911.
- Литература и эстетика. Критические опыты и этюды. — М.: Изд. «Русской мысли», 1912.
- История «Северного Вестника» // Русская литература XX века : Сборник под ред. С. А. Венгерова. — М., 1914. — Т. 1.
- Обзор деятельности городских попечительств о бедных за первый год войны 1914—1915 / Сост. Л. Я. Гуревич. — Петроград: Сов. по призрению семей лиц, призв. на войну, 1915. — 107 с., 1 л. табл.: табл., диагр.
- Вопрос о равноправии женщин в Первой Государственной думе: Из стеногр. отчётов о заседаниях Гос. думы. — Пг., 1917.
- Девятое января. — Харьков: Пролетарий, 1926. — 90 с.
- Творчество актера: О природе художественных переживаний актера на сцене: Опыт разрешения векового спора. — М.: ГАХН, 1927. — 62 с.; М.: ГИТИС, 2002; М.: Либроком, 2011.
- К. С. Станиславский. — М.: Теакинопечать, 1929. — 32 с.
- История русского театрального быта. — М.; Л.: Искусство, 1939. — Т. 1. — 304 с.; М.: Либроком, 2011.
- [Воспоминания] // О Станиславском: Сборник воспоминаний: 1863—1938 / [сост., ред. Л. Я. Гуревич; пересмотр. и доп. Н.Д. Волковым; коммент. Е.Н. Семяновской]. — М.: ВТО, 1948. — VII, [1], 658, [1] с., [47] л. ил.

### Переводы
- Переписка Бенедикта де Спинозы: С портр. и факс. Спинозы: С прил. жизнеописания Спинозы И. Колеруса / Пер. с латин. Л. Я. Гуревич под ред. и с примеч. А. Л. Волынского. — Санкт-Петербург: тип. М. М. Стасюлевича, 1891. — VIII, XIII, [3], 432, [1] с.
- Стендаль Ф. Проповедник = (La chartreuse de Parme): Роман : В 2 ч. / Пер. Л. Я. Гуревич. — Санкт-Петербург: А. С. Суворин, 1905. — [4], 288, [2], 320 с.
- Ренан Э. Марк Аврелий и конец античного мира / Пер. с фр. Л. Я. Гуревич. — Санкт-Петербург: тип. М. Меркушева, 1906. — [2], II, 468 с.
- Гауптман Г. Ткачи: Драма / Пер. с нем. Л. Я. Гуревич. — Москва: Труд и книга, 1925 (Л.: типо-лит. «Красный печатник»). — 132 с.
- Филипп, Шарль Луи. Собрание сочинений. Т. 3: Мари Донадье] / Пер. с фр. Л. Я. Гуревич. — Ленинград: Время, 1935. — 263 с.